# Буре (Савона)
Буре је насеље у Италији у округу Савона, региону Лигурија.
Према процени из 2011. у насељу је живело 44 становника. Насеље се налази на надморској висини од 336 м.